# Heinkel He 176

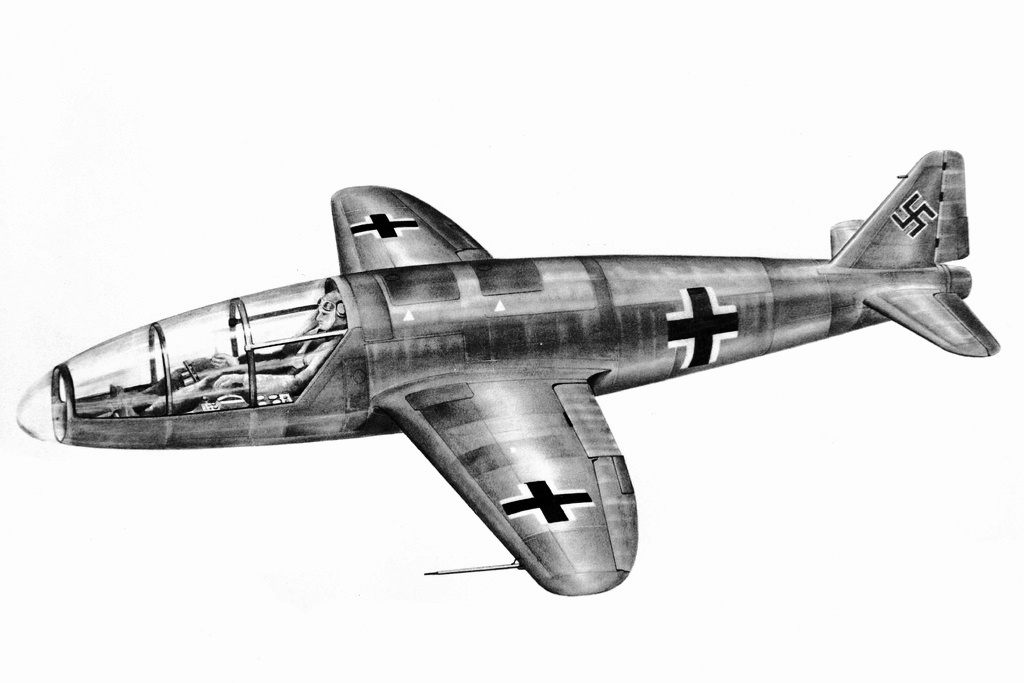
He 176

Heinkel He 176 là một chiếc máy bay trang bị động cơ tên lửa của Đức quốc xã. Đây là chiếc máy bay đầu tiên trên thế giới được trang bị động cơ tên lửa nhiên liệu lỏng. Chuyến bay đầu tiên của He 176 do phi công thử nghiệm Erich Warsitz điều khiển ngày 20 tháng 6 năm 1939. Kết quả không thật xuất sắc, song dự án thử nghiệm máy bay tốc độ cao này đã chứng minh khái niệm sức đẩy tên lửa. Chiếc máy bay duy nhất trong dự án được chế tạo ra sau đó được trưng bày ở Bảo tàng Hàng không Berlin nhưng đã bị quân Đồng minh ném bom phá hủy. Tất cả tài liệu liên quan đến dự án đã bị mất trong chiến tranh, chỉ còn lại hai tấm hình. Tự truyện của Warsitz có cho rằng tài liệu đã rơi vào tay Liên Xô.

## Tính năng kỹ chiến thuật (He 176 V1)

Heinkel He 176 V1

Đặc điểm tổng quát
- Kíp lái: 1
- Tải trọng: 720 kg (1587 lbs)
- Chiều dài: 5.2 m (17 ft 1 in)
- Sải cánh: 5.0 m (16 ft 5 in)
- Chiều cao: 1.5 m (4 ft 11 in)
- Diện tích cánh: 5.4 m² (58 ft²)
- Trọng lượng rỗng: 900 kg (1.980 lb)
- Trọng lượng có tải: 1.620 kg (3.570 lb)

 Hiệu suất bay 
- Vận tốc cực đại: 750 km/h (4000m) (466 mph (13.123ft))
- Vận tốc hành trình: 710 km/h
- Tầm bay: 110 km (68 mi)
- Trần bay: 9.000 m (29.500 ft)
- Vận tốc lên cao: 60,6 m/s (199 ft/s)